# Make a wish (周渝民專輯)
《Make a Wish》是臺灣偶像明星周渝民的第一張個人專輯、於2002年1月10日發行。本專輯同時也是周渝民在與F4合作後的首張個人專輯。

## 曲目
1. Make a Wish
2. 愛在愛你
3. 求救專線
4. 破碎的眼淚
5. 溫柔的晚安
6. 有我有你
7. Loving You
8. 心疼
9. 童話還是不夠美好
10. 要不是愛上你